# Луїс Сернуда

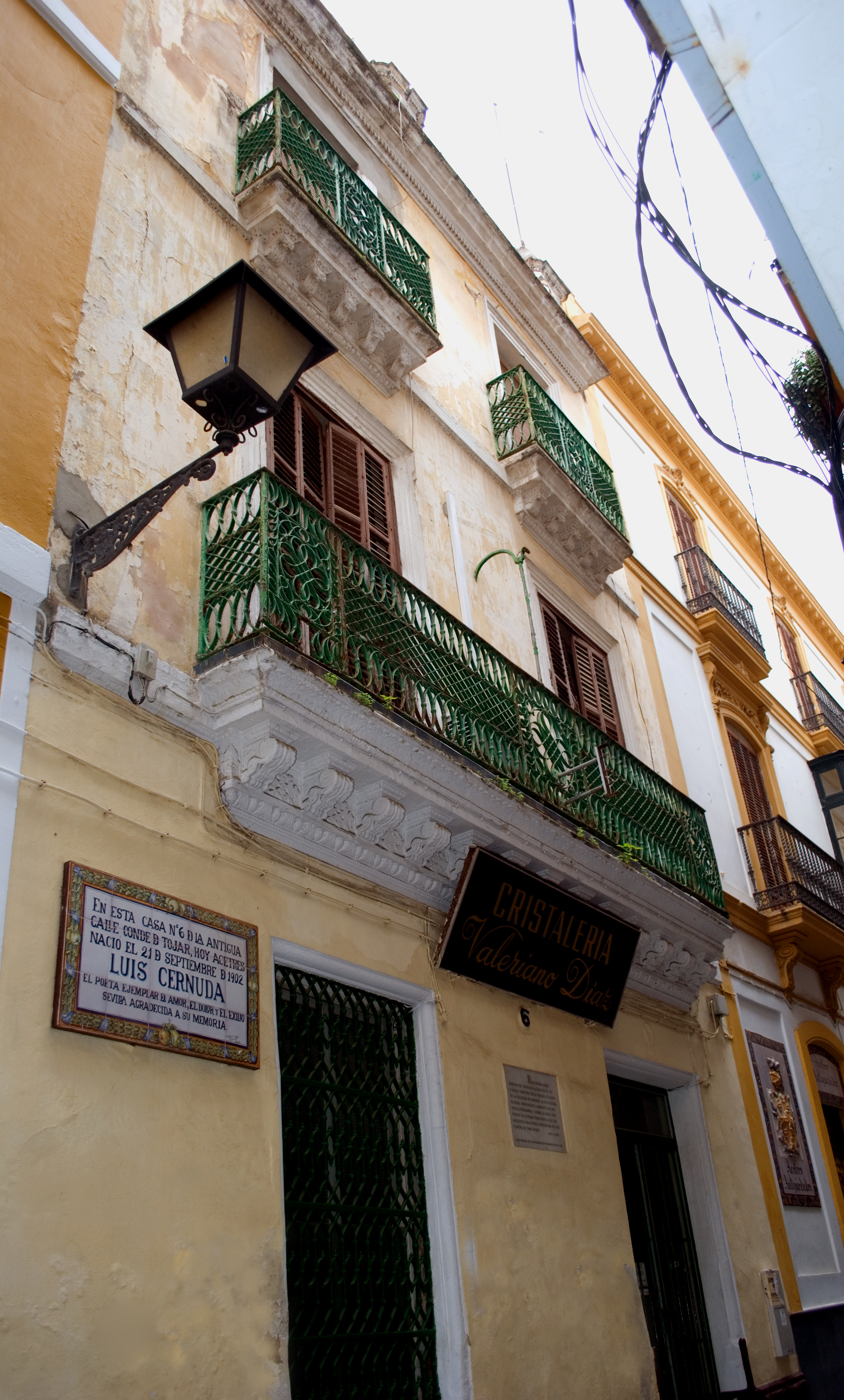
Місце народження Луїса Сернуди в Севільї

Луїс Сернуда (народився 21 вересня 1902, Севілья — пом. 5 листопада 1963, Мехіко) — іспанський письменник, поет і літературний критик.

## Біографія
Сернуда народився в Севільї. Після закінчення школи він навчався в Севільському університеті. Там він познайомився з поетом і професором літератури Педро Салінасом. Після смерті матері в 1928 році Сернуда покинув Севілью та переїхав до Мадрида, де швидко став учасником літературної сцени того часу. Сернуда належав до групи Покоління 27 року (Generación del 27) в Іспанії, до якої також входив Федеріко Гарсіа Лорка. Сернуда отримав однорічне призначення в університеті Тулузи. Під час громадянської війни в Іспанії він був членом Альянсу антифашистської інтелігенції, а з 1938 року працював учителем у школі Кренлі в Англії, де викладав іспанську мову та літературу. Після Другої світової війни Сернуда на кілька років поїхав до Голіока, штат Массачусетс, у Сполучених Штатах, де працював у коледжі Маунт-Голіок. Потім Сернуда переїхав до Каліфорнії і, нарешті, до Мексики, де жив у Мехіко до кінця свого життя.

## Особисте життя
Луїс Сернуда був геєм. Його гомосексуальна орієнтація знайшла своє відображення у його творах.
Його сексуальне пробудження ймовірно збіглося із зародженням його бажання писати вірші, приблизно у 14 років, але минуло багато років, перш ніж він по-справжньому усвідомив цю сторону себе.
У свої останні роки життя Сернуда був відкритим гомосексуалом.

## Творчість
Сернуда написав чимало віршів, зокрема відому збірку «Заборонені насолоди» (Los placeres prohibidos). Перекладав іспанською мовою різні вірші та твори.

## Нагороди
- 2004: Літературна премія «Лямбда» за «Написано у воді» (видавництво «Вогні міста»)

## Твори
Поезія
- Perfil del aire (1927)
- Égloga, Elegía, Oda (1928)
- Un río, un amor (1929)
- Los placeres prohibidos (1931)
- Donde habite el olvido (1933)
- Invocaciones a las gracias del mundo (1935)
- La realidad y el deseo (1936) obra poética completa, que ampliará en ediciones posteriores (1940, 1958, 1964).
- Las nubes (1943)
- Como quien espera el alba (1947)
- Vivir sin estar viviendo (1949)
- Con las horas contadas (1956)
- Desolación de la Quimera (1962)

Есе
- Estudios sobre poesía española contemporánea (1957)
- Pensamiento poético en la lírica inglesa (1958)
- Poesía y literatura I (1960)
- Poesía y literatura II (1964)

Проза
- Ocnos (1942)